# Paul Van Steenberge
Paul Van Steenberge (Smeerebbe-Vloerzegem, 1 april 1884 - Gent, 9 augustus 1962) was een Belgische bierbrouwer, hoogleraar en politicus.

## Levensloop
Hij was de zoon van Victor Van Steenberge (1848-1930) en Eugenia De Wandel (1849-1928). Victor Van Steenberge was molenaar. Hij was ook gemeenteraadslid en schepen in Smeerebbe-Vloerzegem en na de gemeentelijke fusie van 1913 in Geraardsbergen.
Paul Van Steenberge was gehuwd met Margaretha Schelfaut (1889-1971) de dochter van Jozef Schelfaut, brouwer en eigenaar van brouwerij De Peer in het Oost-Vlaamse Ertvelde. Deze brouwerij was in 1874 opgericht door Jean-Baptist De Bruin en Angelina Schelfaut, de oom en tante van Jozef.
In 1922 nam Van Steenberge de leiding van de brouwerij over. Hij stond aan het hoofd van het bedrijf tot zijn overlijden in 1962. Dit was een periode van expansie die door de opkomst van het pils-bier wordt gekenmerkt. Hij veranderde ook de naam in Brouwerij Bios. Hij werd als brouwer opgevolgd door zijn zoon Jozef (1915-2011) en daarna door zijn kleinzoon die eveneens Paul heet.
Paul Van Steenberge was daarnaast ook ingenieur scheikunde en hoogleraar microbiologie aan de Gentse brouwerijschool Sint-Lievens en aan de Rijkslandbouwhogeschool (later de Landbouwfaculteit van de Universiteit Gent). Tijdens de Eerste Wereldoorlog verbleef hij in Nederland en werkte in het Laboratorium voor Microbiologie in Delft. Zijn collega-professor Martinus Willem Beijerinck was een oud-student van Louis Pasteur.
Naast zijn beroepsbezigheden was Paul Van Steenberge actief in de politiek. In 1921 werd hij voor de Katholieke Partij verkozen tot gemeenteraadslid in Ertvelde en trad daarmee in de voetsporen van zijn schoonvader Jozef Schelfhaut, die raadslid was van 1887 tot 1921. In 1922 werd Van Steenberge burgemeester en bleef in functie tot 1929. In 1921 werd hij eveneens verkozen voor de provincieraad van Oost-Vlaanderen, om er van 1929 tot 1946 te zetelen in de bestendige deputatie. Daarna was hij van 1946 tot 1954 namens de CVP voor het arrondissement Gent-Eeklo lid van de Belgische Senaat. Door zijn politieke functies was hij vaak afwezig en had zijn echtgenote de dagelijkse leiding van het bedrijf.